# Før alting bliver nat
Før alting bliver nat er det sjette studiealbum fra den danske rockgruppe Magtens Korridorer. Albummet udkom den 22. september 2014. Første single fra albummet, "Giv Mig En Dag" blev udgivet d. 2. juni 2014.

## Trackliste
1. "Jeg Vil Hellere Dø"
2. "Sorte Stråler"
3. "Udenfor"
4. "I Kolde Stjerners Lys"
5. "Giv Mig En Dag"
6. "Aldrig Mere"
7. "Min Fejl Din Vej"
8. "Festede Alene"
9. "Tiden Brænder"
10. "70'er Beton"
11. "Vandet Under Broen (Vesterbo På Druk)"

## Hitlister

### Ugentlige hitlister
| Hitliste (2014)        | Højeste placering |
| ---------------------- | ----------------- |
| Danmark (Album Top-40) | 2                 |

### Årslister
| Hitliste (2014) | Placering |
| --------------- | --------- |
| Danmark         | 29        |